# Le Cybertueur

Le Cybertueur est une série de bande dessinée fantastique de Christian Godard (scénario), Claude Plumail (dessin) et Sophie Balland (couleur). Elle a été publiée en cinq tomes par les éditions Glénat de 1999 à 2004.

## Synopsis
Kewin Mulford est un grand génie de l'informatique. Il a réussi à numériser son corps en y incorporant sa personnalité, caractérisée par une mégalomanie et une jalousie excessives. Après son meurtre, il n'hésitera pas à utiliser les immenses possibilités que lui offre cette nouvelle vie virtuelle pour attirer dans son univers Joan Kimberley, la seule femme qu'il ait jamais aimée. Cette dernière trouvera la sécurité dans les bras de Jerry O'Grady, inspecteur des services spéciaux pour la répression des crimes informatiques.

## Albums
- Le Cybertueur, Glénat, coll. « Bulle noire » :

1. Pour l'amour de Joan, 1999.
2. Où es-tu Kewin ?, 2000.
3. Meurtres en réseau, 2002.
4. La Grande Conspiration, 2003[1].
5. La Secte, 2004[2].